# Алінгсос (комуна)
Комуна Алінгсос (швед. Alingsås kommun) — адміністративно-територіальна одиниця місцевого самоврядування, що розташована в лені Вестра-Йоталанд у південно-західній Швеції.
Алінгсос 177-а за величиною території комуна Швеції. Адміністративний центр комуни — місто Алінгсос.

## Населення
Населення становить 38 355 чоловік (станом на вересень 2012 року). 
| Кількість населення комуни Алінгсос за 1970-2010 роки | Кількість населення комуни Алінгсос за 1970-2010 роки | Кількість населення комуни Алінгсос за 1970-2010 роки | Кількість населення комуни Алінгсос за 1970-2010 роки | Кількість населення комуни Алінгсос за 1970-2010 роки |
| ----------------------------------------------------- | ----------------------------------------------------- | ----------------------------------------------------- | ----------------------------------------------------- | ----------------------------------------------------- |
| Рік                                                   |                                                       |                                                       | Населення                                             |                                                       |
| 1970                                                  | 1970                                                  |                                                       | 26 529                                                | 26 529                                                |
| 1975                                                  | 1975                                                  |                                                       | 27 796                                                | 27 796                                                |
| 1980                                                  | 1980                                                  |                                                       | 29 637                                                | 29 637                                                |
| 1985                                                  | 1985                                                  |                                                       | 31 394                                                | 31 394                                                |
| 1990                                                  | 1990                                                  |                                                       | 33 626                                                | 33 626                                                |
| 1995                                                  | 1995                                                  |                                                       | 34 758                                                | 34 758                                                |
| 2000                                                  | 2000                                                  |                                                       | 35 153                                                | 35 153                                                |
| 2005                                                  | 2005                                                  |                                                       | 36 010                                                | 36 010                                                |
| 2010                                                  | 2010                                                  |                                                       | 37 796                                                | 37 796                                                |
| Джерело: SCB                                          |                                                       |                                                       |                                                       |                                                       |

## Населені пункти
Комуні підпорядковано 8 міських поселень (tätort) та низка сільських, більші з яких:
- Алінгсос (Alingsås)
- Ґрефснес (Gräfsnäs)
- Єльмаред (Hjälmared)
- Інґаред (Ingared)
- Нурсесунд (Norsesund)
- Соллебрунн (Sollebrunn)
- Стура-Мелльбю (Stora Mellby)
- Вестра-Бударна (Västra Bodarna)

## Міста побратими
Комуна підтримує побратимські контакти з такими муніципалітетами:
- Комуна Шедсму, Норвегія
- Каріс, Фінляндія
- Торнбю, Данія
- Лейсі, Естонія
- Мон-де-Марсан, Франція

## Галерея

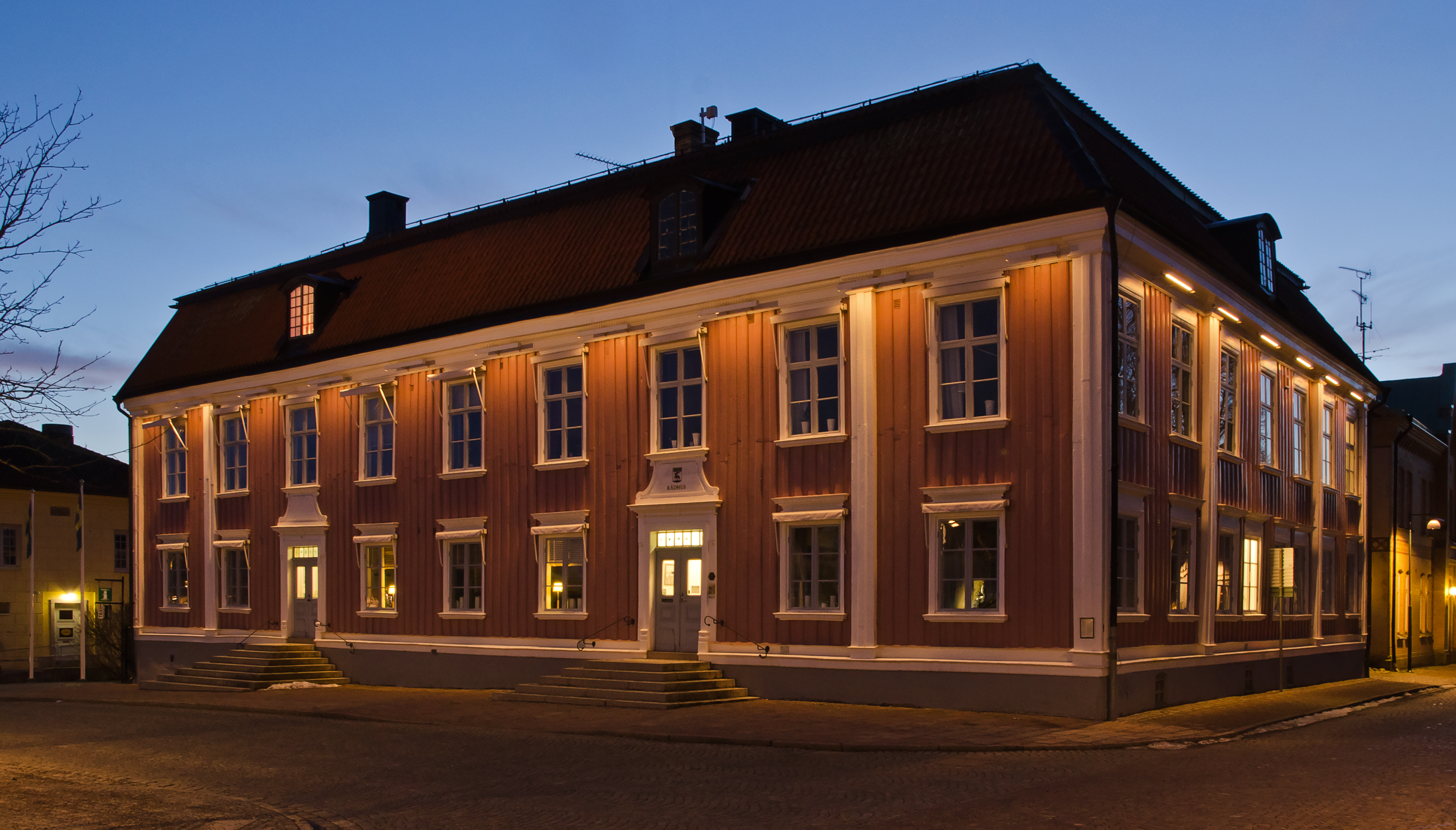
Ратуша (Алінгсос)
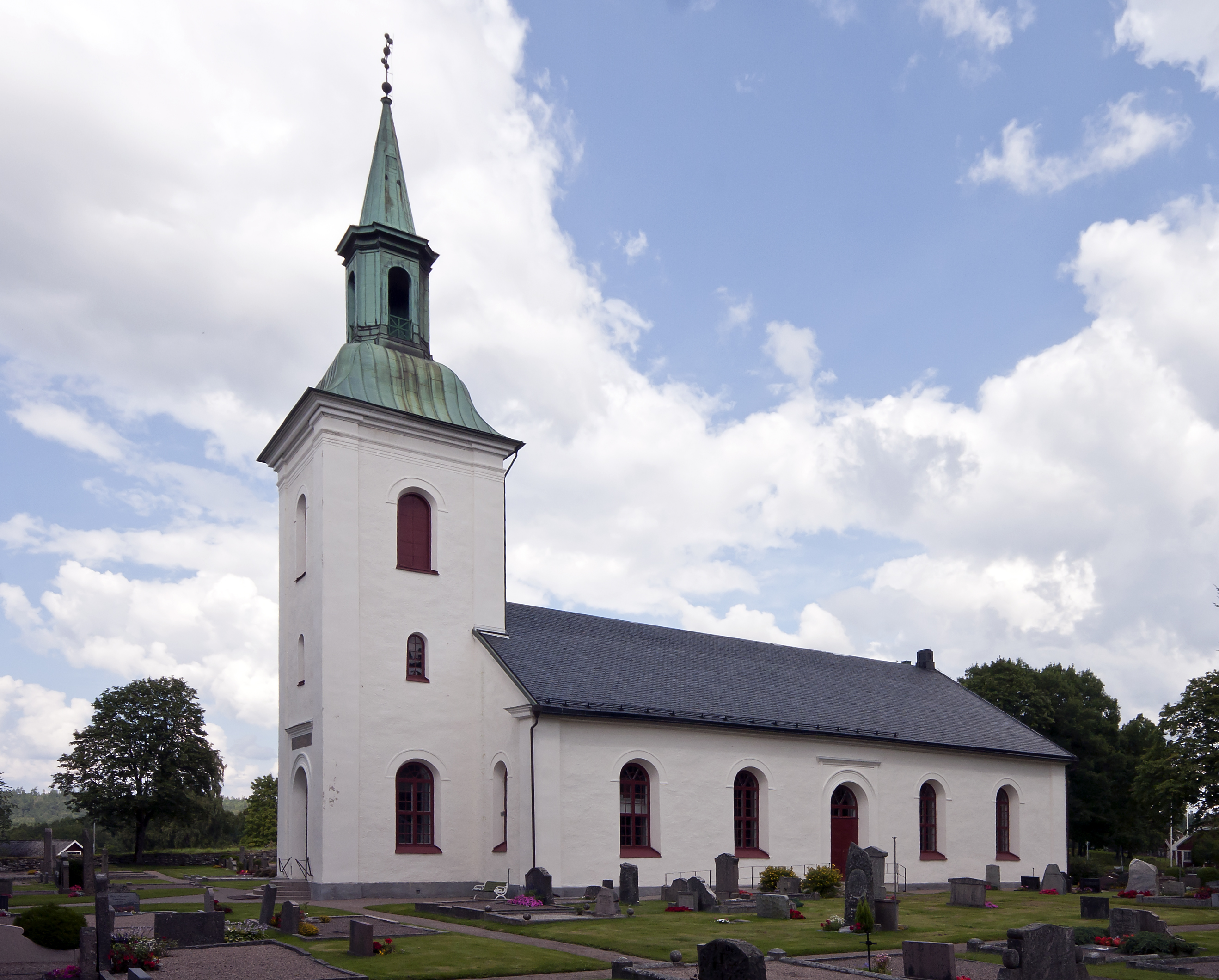
Церква (Гемше)
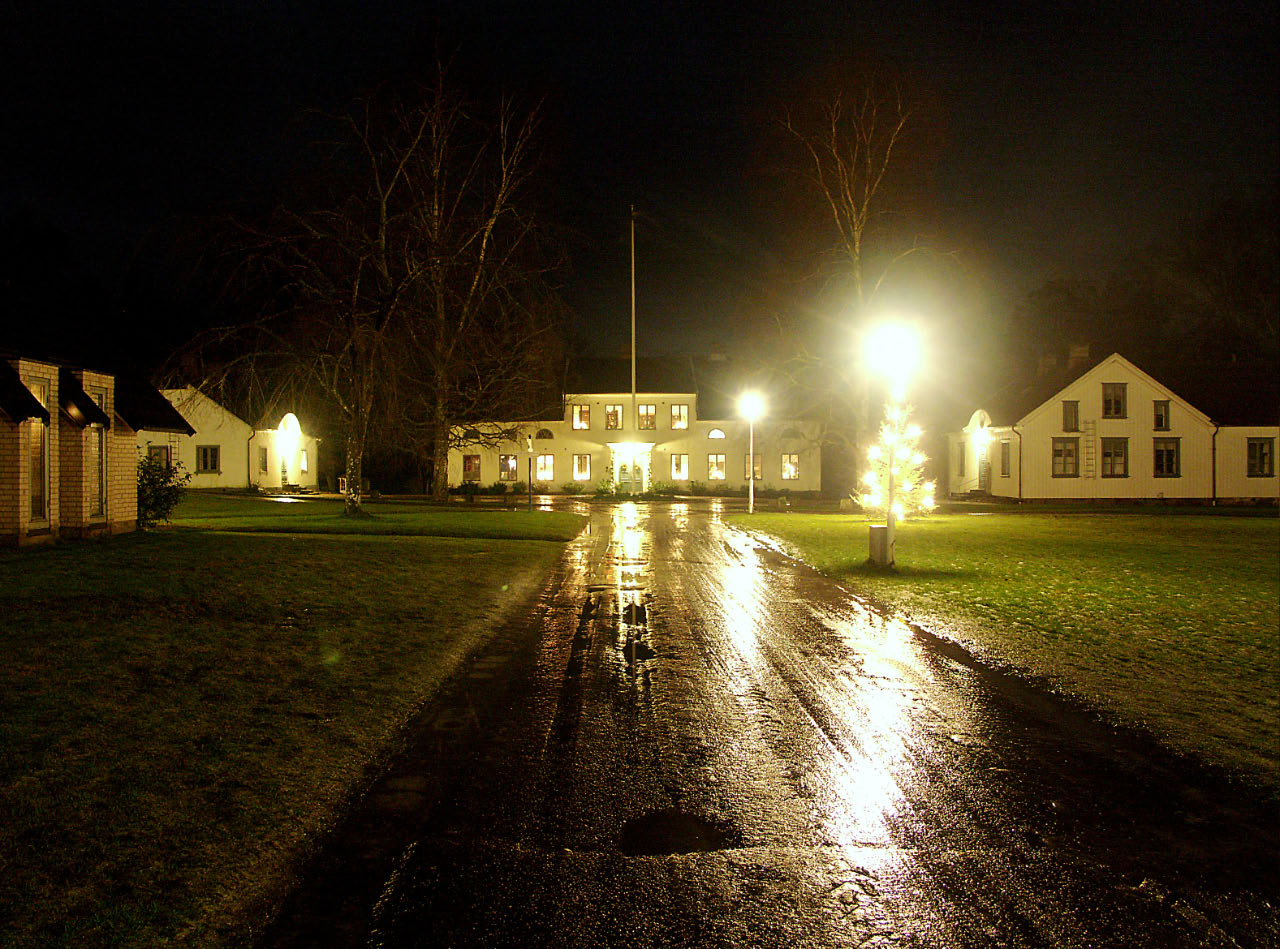
Містечко Єльмаред
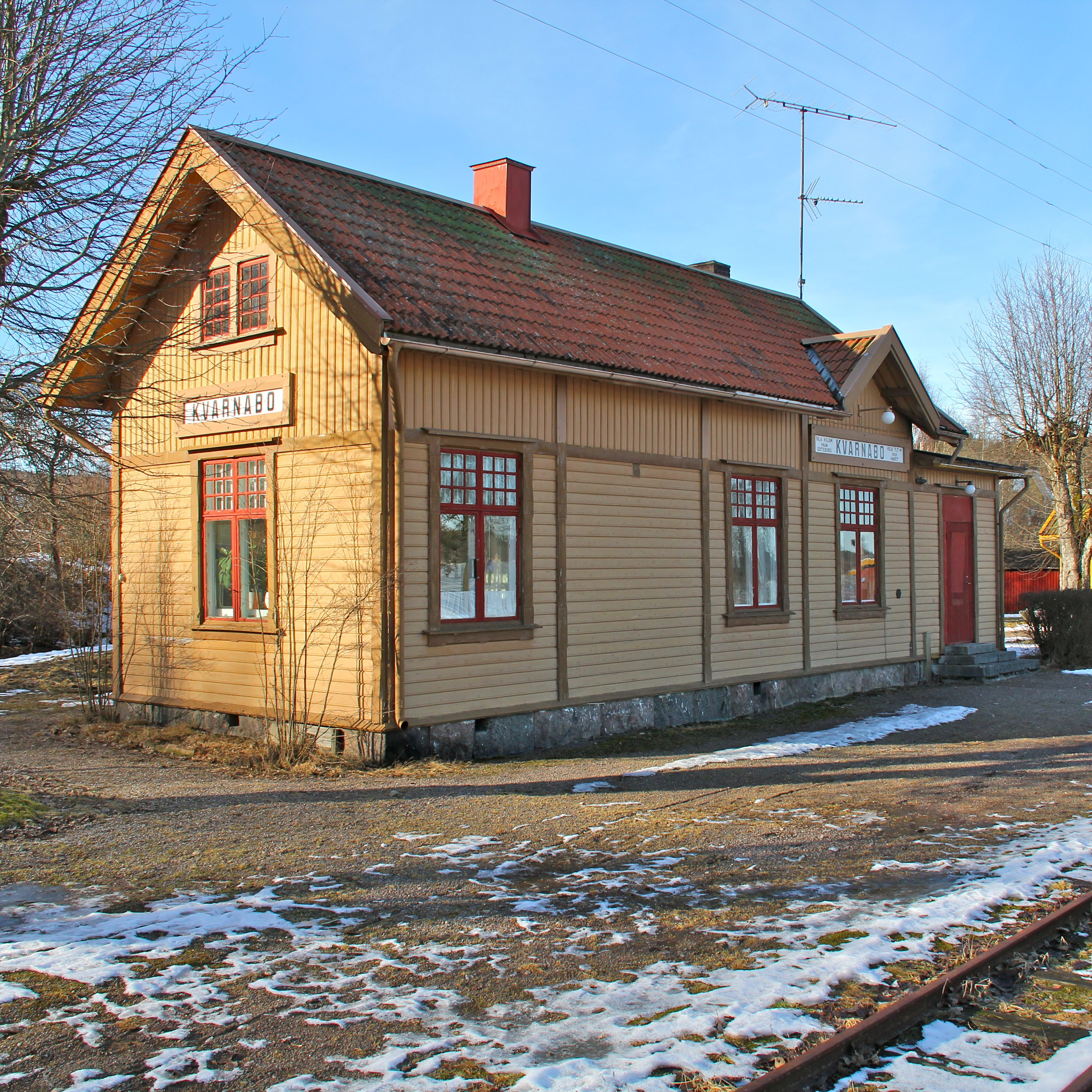
Залізнична станція Кварнбу

## Виноски
1. ↑  Folkmangd i riket, lan och kommuner (шв.) . Центральне бюро статистики Швеції. Архів оригіналу за 20 серпня 2013. Процитовано 23 лютого 2013.